# Alé Cipollini/Saison 2015
Dieser Artikel beschreibt die Mannschaft und die Siege des Radsportteams Alé Cipollini in der Saison 2015.

## Mannschaft
| Teamkader 2015                      | Teamkader 2015     | Teamkader 2015     | Teamkader 2015                        |
| Name                                | Geburtsdatum       | Land               | Vorheriges Team                       |
| ----------------------------------- | ------------------ | ------------------ | ------------------------------------- |
| Alice Algisi                        | 10. März 1993      | Italien            | Astana BePink Womens (2014)           |
| Beatrice Bartelloni                 | 5. Februar 1993    | Italien            | Wiggle Honda (2014)                   |
| Elena Berlato                       | 2. August 1988     | Italien            | Top Girls Fassa Bortolo (2013)        |
| Francesca Cauz                      | 24. September 1992 | Italien            | Top Girls Fassa Bortolo (2014)        |
| Maria Giulia Confalonieri           | 30. März 1993      | Italien            | Estado de México-Faren (2014)         |
| Annalisa Cucinotta                  | 4. März 1986       | Italien            | Servetto Footon (2014)                |
| Fleur Faure                         | 13. August 1993    | Frankreich         | Bourgogne-Pro Dialog (2013)           |
| Uênia Fernandes de Souza            | 12. August 1984    | Brasilien          | Estado de México-Faren (2014)         |
| Arianna Fidanza                     | 6. Januar 1995     | Italien            | Estado de México-Faren (2014)         |
| Simona Frapporti (1. Jan.–17. Sep.) | 14. Juli 1988      | Italien            | Astana BePink Womens (2014)           |
| Małgorzata Jasińska                 | 18. Januar 1984    | Polen              | SC Michela Fanini Rox (2011)          |
| Dalia Muccioli                      | 22. Mai 1993       | Italien            | Astana BePink Womens (2014)           |
| Shelley Olds (26. Jun.–31. Dez.)    | 30. September 1980 | Vereinigte Staaten | Tibco-To the Top (2013)               |
| Flávia Oliveira                     | 27. Oktober 1981   | Brasilien          | Servetto Footon (2014)                |
| Beatrice Rossato                    | 6. November 1996   | Italien            |                                       |
| Marta Tagliaferro                   | 4. November 1989   | Italien            | Top Girls Fassa Bortolo-Ghezzi (2010) |
|                                     |                    |                    |                                       |
| Quelle: ProCyclingStats             |                    |                    |                                       |

## Siege
- 1. Etappe Ladies Tour of Qatar: Annalisa Cucinotta
- 3 Etappe Vuelta a Costa Rica: Flavia Oliveira
- Polnische Straßenmeisterschaften: Jasinska Malgorzta
- 4. Etappe Giro Donne: Annalisa Cuccinotta
- White Spot-Delta Road Race: Shelley Olds
- 2. Etappe Ladies Tour of Norway Shelley Olds
- Gesamtwertung und 2. Etappe: Giro della Toscana Femminile – Memorial Michela Fanini: Jasinska Malgorzta
- La Madrid Challenge by La Vuelta: Shelley Olds